# 장웅 (희극인)
장웅(張雄, 본명: 장효웅(張孝雄), 1972년 2월 29일 ~ )은 대한민국의 개그맨 겸 배우이다.

## 생애
1991년 연극배우로 데뷔하였고, 1994년 영화 《티라노의 발톱》에 단역으로 출연하여 영화배우로 데뷔하였으며 이어 같은 해 1994년 한국방송공사 10기 공채 개그맨으로 정식 데뷔하였다.

## 학력
- 중앙대학교 사진학과 (학사)

## 소속
- 서울 더블유 스튜디오 대표이사 실장

## 출연작

### 연극
- 1991년 《봉이 김선달》 ... 북청 물장수 장 서방 역(단역)

### 텔레비전 프로그램
- 1995년 KBS 한국방송공사 《행운의 일요특급》
- 1995년 KBS 한국방송공사 《가족오락관》
- 1996년 MBC 문화방송 《테마게임》
- 1997년 SBS 서울방송 《아이 러브 코미디》
- 2000년 KBS 한국방송공사 《개그 콘서트》
- 2001년 KBS 한국방송공사 《시사터치 코미디 파일》
- 2001년 SBS 서울방송 《한밤의 TV 연예》
- 2001년 SBS 서울방송 《도전! 1000곡》
- 2001년 iTV 경인방송 《으랏차차 아줌마》
- 2002년 EBS 한국교육방송공사 《딩동댕 유치원》
- 2003년 코미디TV 《러브 캠프》
- 2008년 TBS 교통방송 《아이 러브 디자인》
- 2009년 OBS 경인방송 《독특한 연예 뉴스》
- 2012년 JTBC 《대한민국 교육위원회》
- 2013년 JTBC 《대한민국 교육위원회 시즌 2》
- 2013년 채널A 《모큐드라마 싸인》
- 2015년 채널A 《충격실화극 싸인》
- 2016년 채널A 《천 개의 비밀 어메이징 스토리》

### 영화
- 1994년 《티라노의 발톱》 ... (단역)
- 2013년 《뫼비우스》 ... 불량배 3 역(단역)
- 2014년 《아빠를 빌려드립니다》 ... 2등 세경 아빠 역(단역)

### 시트콤
- 2002년 코미디TV 《란제리》
- 2003년 코미디TV 《호텔 와이킥킥》

### 라디오 프로그램
- 2005년 TBS 교통방송 《달빛으로 가는 자동차》